# سارة (مسلسل مصري)
سارة مسلسل تلفزيوني مصري عرض في عام 2005 خلال شهر رمضان على تلفزيون دبي، من تأليف مهدي يوسف وإخراج شيرين عادل.

## القصة
مسلسل اجتماعي، تدور أحداثة حول الفتاة "سارة" (حنان ترك) التي توقف نموها الذهني في الطفولة ، وعادت إلى المرحلة الجنينية. تدخل سارة في غيبوبة طويلة لعدة سنوات، بسبب معاناتها من مشاكل نفسية نتيجة لظروف قاسية عاشتها في مرحلة الطفولة. تضع الأقدار في طريقها طبيبا شابا (أحمد رزق) يقرر إيقاظها من غيبوبتها الطويلة، ويدخلها مصحة لمعالجة الأمراض النفسية. تتفاعل الأحداث عندما تستيقظ سارة من غيبوبتها وتبدأ بإسترداد حياتها، الأمر الذي يثير حفيظة أخيها الطامع في ثروتها، وتقف والدتها المتعاطفة بلا حيلة أمام سيطرة الأخ المتجبر. تتوالى الأحداث وتشعر سارة بإحباط، يهددها بالعودة إلى حالتها الجنينية الأولى، إذا لم تستطع تخطيه وتجاوزه نفسياً.

## الممثلون
- حنان ترك: سارة
- أحمد رزق: د. حسن
- سوسن بدر: رئيفة هانم والدة سارة
- طارق لطفي: شقيق سارة / خالد صبري
- حنان مطاوع: نهى
- السيد راضي: د/ عز عزالدين
- رجاء الجداوي: د/ فلك منصور
- أحمد راتب: د/ فوزي
- سهام جلال: المغنية سمية
- مفيد عاشور: د/ فايز
- شيماء عقيد: د/ علا
- انتصار: الخادمة (زهرة)
- حنان سليمان: الممرضة سناء
- سعيد الصالح:	محمود
- ياسر فرج: مراد صبري
- مروة حسين: ندى
- أحلام الجريتلي: نعيمة
- هبة مجدي: أمل
- عبير صلاح الدين: ميس منصورة
- ألفت عمر: ليلي صاحبة سارة